# Aliaksandr Karxakévitx
Aliaksandr Karxakévitx   (Aixmiani, 6 d'abril de 1959) és un jugador d'handbol bielorús, ja retirat, que va competir sota bandera soviètica durant les dècades de 1970 i 1980.
El 1980 va prendre part en els Jocs Olímpics d'Estiu de Moscou, on guanyà la medalla de plata en la competició d'handbol. Vuit anys més tard, als Jocs de Seül, guanyà la medalla de d'or en la mateixa competició.
En el seu palmarès també destaquen dues medalles al Campionat del món d'handbol, d'or el 1982 i de plata el 1990.
A nivell de clubs jugà al SKA Minsk (1977-1990) i al Hurth d'Alemanya (1990-1994). Guanyà sis lligues soviètiques (1981, 1984, 1985, 1986, 1988 i 1989), tres Copes de l'URSS (1980, 1981 i 1982), tres Copes d'Europa (1987, 1989 i 1990), dues Recopes d'Europa (1983 i 1988) entre molts altres títols.
Una vegada retirat passà a exercir d'entrenador de la selecció nacional bielorussa.